# 青森県道234号津軽新城停車場油川線
青森県道234号津軽新城停車場油川線（あおもりけんどう234ごう つがるしんじょうていしゃじょうあぶらかわせん）は、青森県青森市を通る一般県道である。

## 概要
JR奥羽本線 津軽新城駅
を起点に北上し、奥羽本線と交差したあと青森厚生病院付近で国道7号青森西バイパスと立体交差（連絡用側道あり）し、さらに国道280号バイパスおよび津軽線と交差し、終点の青森市油川の国道280号現道交点に至る。
かつての羽州街道は新城まで国道7号（旧道）により踏襲されているが、新城から油川までの最終区間は本路線の区間を通っていた。

### 路線データ
- 路線長 : 3510 m [1]。
- 起点 : 津軽新城停車場[2]
- 終点 : 国道二八〇号交点（青森市大字油川）[2]

## 歴史
- 1961年（昭和36年）2月10日 - 青森県道に認定される[2]

## 路線状況

### 重複区間
- 青森県道229号津軽新城停車場線（起点 - 青森市新城山田）

## 地理

### 交差する道路
- 青森県道229号津軽新城停車場線（青森市新城山田）
- 国道7号青森西バイパス
- 国道280号内真部バイパス
- 国道280号現道：松前街道（陸羽街道）（青森市大字油川、終点）

### 沿線の施設
- JR奥羽本線 津軽新城駅
- 青森厚生病院
- 青森県警察学校
- 青森県埋蔵文化財調査センター
- 青森県消防学校
- 青森市水道部油川配水所
- 青森市立油川小学校
- 東北新幹線盛岡新幹線車両センター青森派出